# Frioul
Pour les articles homonymes, voir Frioul (homonymie).
Le Frioul (Friûl en frioulan ; en italien : Friuli, en slovène : Furlanija, en allemand : Friaul) est une région historico-géographique de l'Italie nord-orientale qui correspond aux anciennes provinces d'Udine, de Pordenone et en partie de Gorizia dans la  région autonome du Frioul-Vénétie Julienne. Il se prolonge dans la région slovène de Goriška (Nova Gorica) à l'est.
L'origine de la région remonte au duché du Frioul, l'un des États institués par les Lombards en Italie au haut Moyen Âge. Sa capitale historique est Cividale puis Udine..

## Géographie
Le cœur de la région est situé dans l'est de la plaine vénéto-frioulane. Le Frioul est historiquement délimité à l'ouest par la rivière Livenza, qui, sur une bonne partie de son parcours, fait confins avec la région de la Vénétie. À l'est, il comprend le trajet de l'Isonzo (Soča) émanant des Alpes juliennes en Goriška (Slovénie), à l'ouest de la région de Carniole, et les premiers massifs du Carso jusqu'à la rivière Timavo (Reka). La région est limitée au sud par la mer Adriatique, et au nord par la crête des Alpes carniques, frontière avec le land autrichien de la Carinthie.
De nombreux cours d'eau irriguent le Frioul, du nord au sud. Parmi les principaux, le Tagliamento et l'Isonzo (Soča) ; outre ceux déjà cités, on trouve le Torre, le Natisone, la Stella et la Colvara.
Les principaux centres, à part Udine, sont Pordenone, Spilimbergo, Gemona del Friuli, Tarcento, Tricesimo, Buja, San Daniele del Friuli, Fagagna, Codroipo, Cervignano del Friuli, Palmanova, Cormons, Gorizia/Nova Gorica, Cividale del Friuli, Latisana, Lignano Sabbiadoro, Grado, Tolmezzo, Aviano, San Vito al Tagliamento, Maniago et Sacile.
Le paysage de la Carnie autour de Tolmezzo constitue la partie nord-ouest et la limite avec la région du Cadore, dans la province de Belluno. La vallée de l'Isonzo, théâtre de nombreuses batailles sanglantes au cours de la Première Guerre mondiale, forme la limite orientale. L'étroit canal del Ferro, s'étendant de Chiusaforte jusqu'à Pontebba au nord, est un axe de circulation primordial pour traverser les Alpes orientales.
La ville centrale d'Udine et l'ancienne cité d'Aquilée sont proches de la côte, ainsi que les villes balnéaires de Grado et Lignano. Les villes de Monfalcone, Cervignano, Palmanova, Gradisca et Gorizia/Nova Gorica sont situées au bord de l'Isonzo ; Cividale, Tricesimo, Tarcento, Gemona, Pordenone et Portogruaro sont du côté de la Vénétie.

## Population
La population des personnes résidant dans le Frioul, en date du 1er janvier 2017, est de 1 219 191 habitants.

## Étymologie
Frioul dérive du latin Forum Iulii, « forum des Jules », nom de la cité et ancienne capitale de la région, qui aurait été fondée par Jules César ou par la gens Iulia.

## Histoire

### Les origines et l’époque romaine

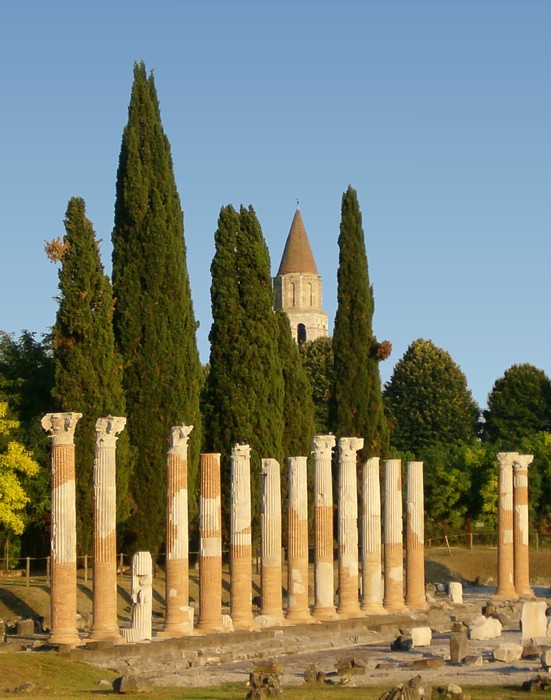
Les colonnes romaines de l'ancien forum d'Aquilée.

Peuplée à l’origine par les Vénètes dans la plaine et par les Celtes (Carni) dans les Alpes carniques, la région fut colonisée par les Romains au IIe siècle av. J.-C., et fut profondément influencée par la culture latine, grâce notamment à la présence importante d'Aquilée (Aquileia), quatrième ville de l’empire avec plus de 200 000 habitants et centre fluvial majeur sur le Natissa, et de plus, capitale de la dixième région augustea (Venetia et Histria). Le développement d’autres centres, parmi lesquels Forum Iulii (Cividale del Friuli) et Iulium Carnicum (Zuglio) a contribué à assurer à la région une certaine prospérité.
La région fut cependant exposée de plus en plus aux incursions barbares et à partir du milieu du IIe siècle commença son déclin. L’invasion des Huns marqua le début de la décadence, lorsqu’Aquileia fut littéralement rasée par Attila lors de l’invasion qu’il conduisit. Cette ville resta importante même pendant la période du déclin, du fait de la présence du patriarcat d'Aquilée, une des plus grandes autorités chrétiennes de l’époque. Avec l’effondrement de l’empire, la plaine frioulane était de moins en moins sûre, étant donné que c’est de là qu’arrivèrent toutes les grandes invasions barbares. De nombreuses personnes se réfugiaient sur les îles de la côte ou dans les bourgs fortifiés des collines.

### Le Moyen Âge

Regio X Venetia et Histria (7-292)
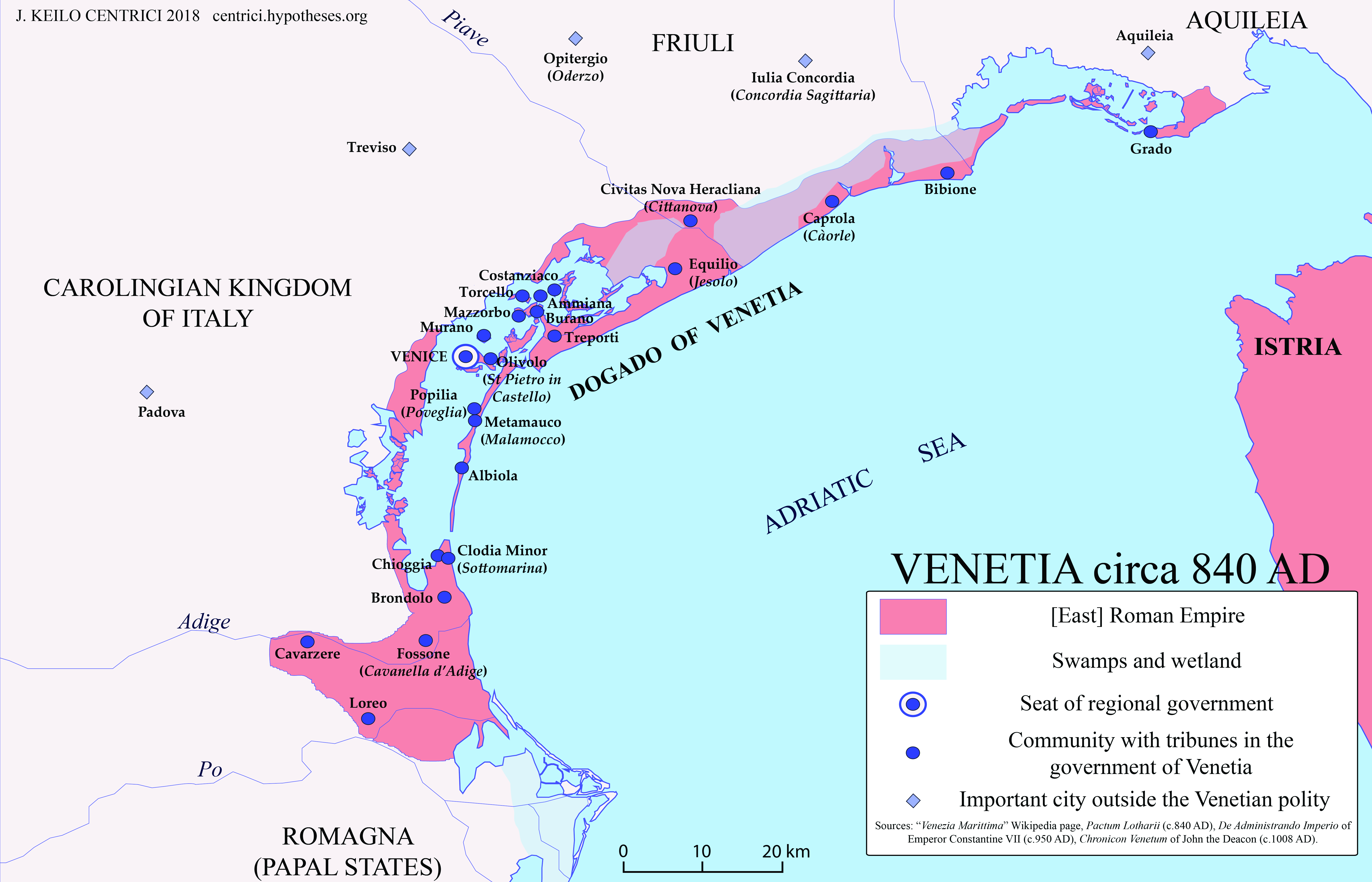
Vénétie vers 840
Carte de l’Italie en l’an mil, largement dominée par le Saint-Empire
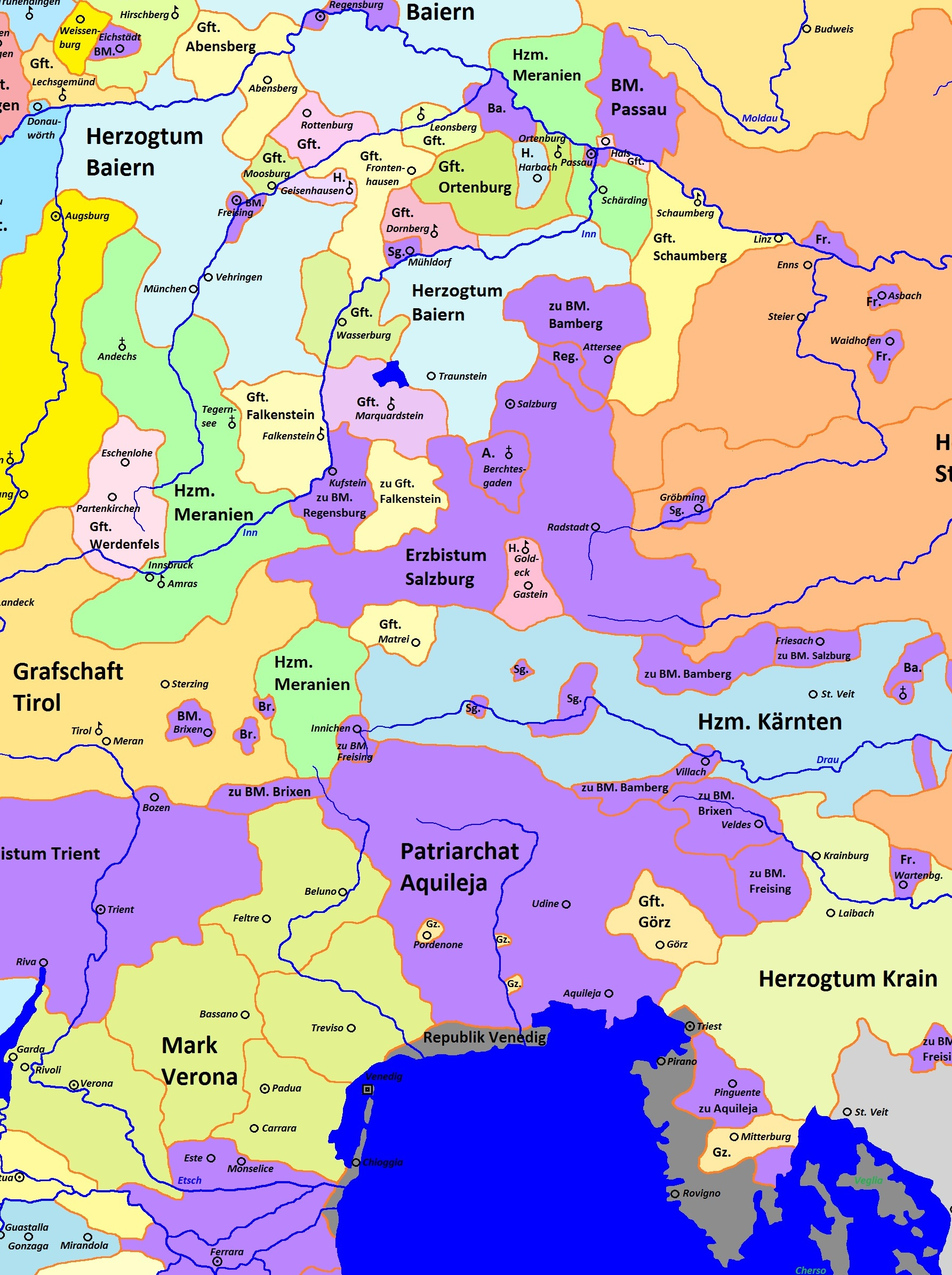
Alpes vers 1250
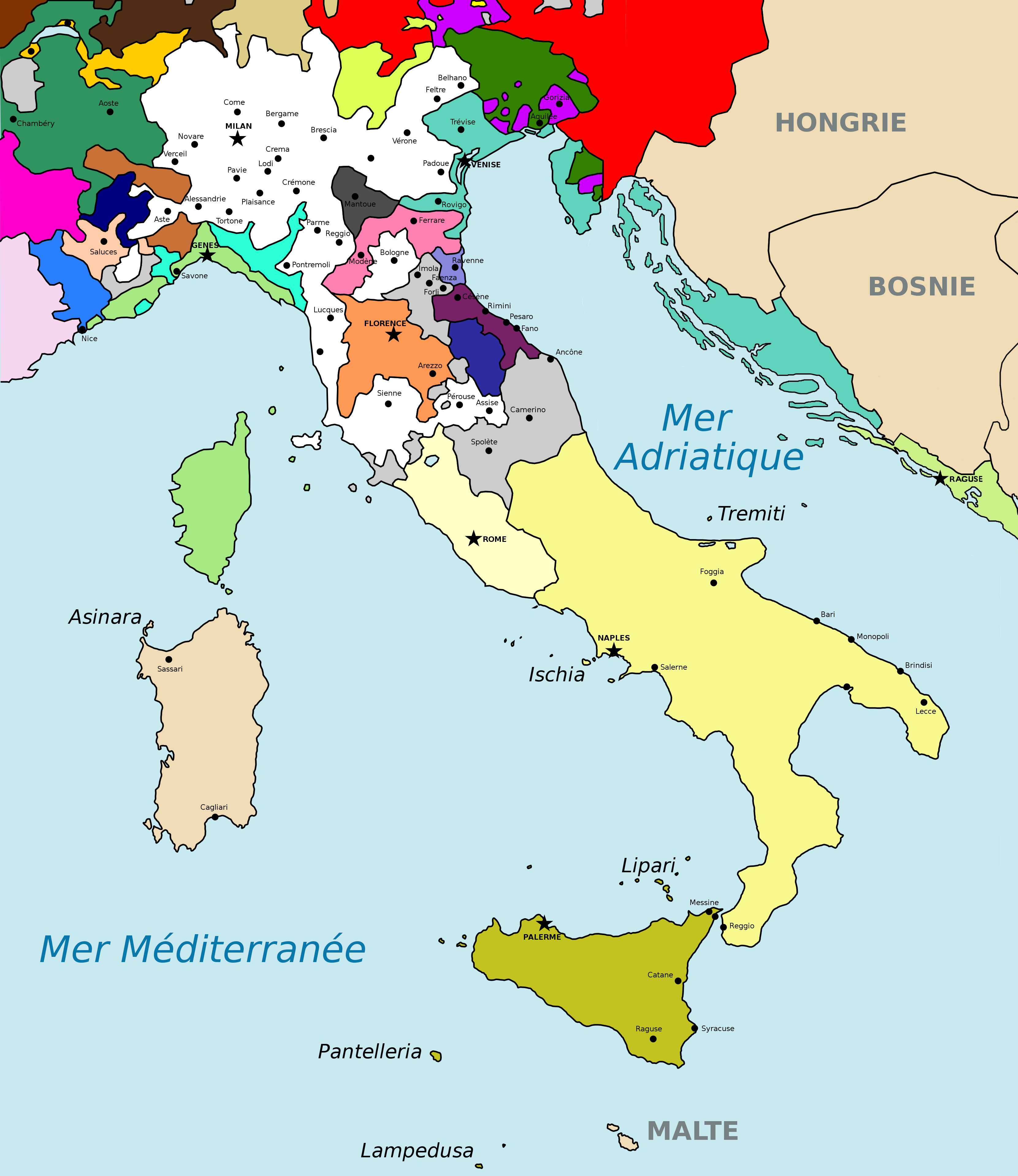
Carte de l’Italie en 1402 : le patriarcat est en vert foncé ; la république de Venise en turquoise

À l'époque des grandes invasions, la capitale régionale était transférée à Forum Iulii, qui fut fortifiée au cours du Moyen Âge pour qu’elle puisse résister aux barbares. En 568 la domination lombarde succéda au bref passage des Byzantins sur le territoire. Les Lombards créèrent le duché du Frioul à Cividale, qui devint alors la ville la plus importante du Frioul de l’époque.
Peu après la défaite des Lombards par Charlemagne au siège de Pavie en 774, le dernier duc lombard de Frioul, Rotgaud, a été destitué et l'ancien duché fut une marche dans le sud-est de l'Empire carolingien. Le Frioul fut confié à des marquis francs, tout comme les régions limitrophes de la Carantanie (Carinthie), de l'Istrie et de la Carniole. Un concile se tient à Frioul en 796, concernant la christologie, le mariage et l'observation du sabbat par certains paysans. En 828, le marquisat fut démembré en plusieurs comtés.
Au Xe siècle, le rôle des souverains du Saint-Empire gagna de l’importance, tout comme celui des ducs de Carinthie qui gouvernaient également la vaste marche de Vérone, même si le problème des saccages à l’est demeurait. Entre-temps, le pouvoir du patriarcat d'Aquilée s’accrut, et ce dernier contrôlant la plus grande partie du territoire, le 3 avril 1077, le roi Henri IV, rentré de la pénitence de Canossa, accorda au patriarche Sigeard le comté du Frioul avec des prérogatives ducales pour sa fidélité au pouvoir impérial. Ligne qui fut suivie également par les successeurs de Sigeard et qui leur permit de consolider l’État immédiat, la « Patrie dal Friûl », une principauté qui engloba le bassin du Tagliamento s'étendant de la côte Adriatique jusqu'au pied des Alpes, et comprenant des autres domaines dans l’Istrie et la Carniole de façon qu’il fut alors l’un des plus vastes de l’Italie d’alors.
Pendant ce temps, le nouveau centre commercial d’Udine prit de plus en plus d’importance, et passa alors de simple commune à seigneurie des puissants Savorgnan et commença à disputer l’hégémonie de l’ancienne capitale.

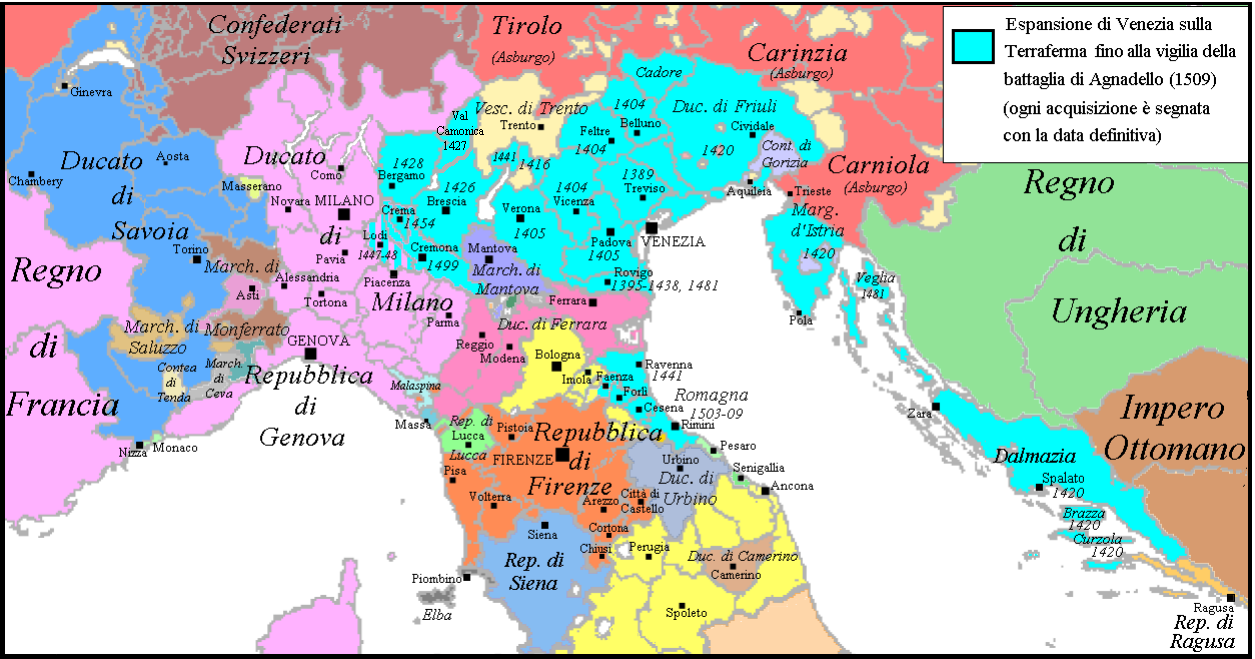
Expansion de la Terraferma de la République de Venise
Drapeau historique du Frioul
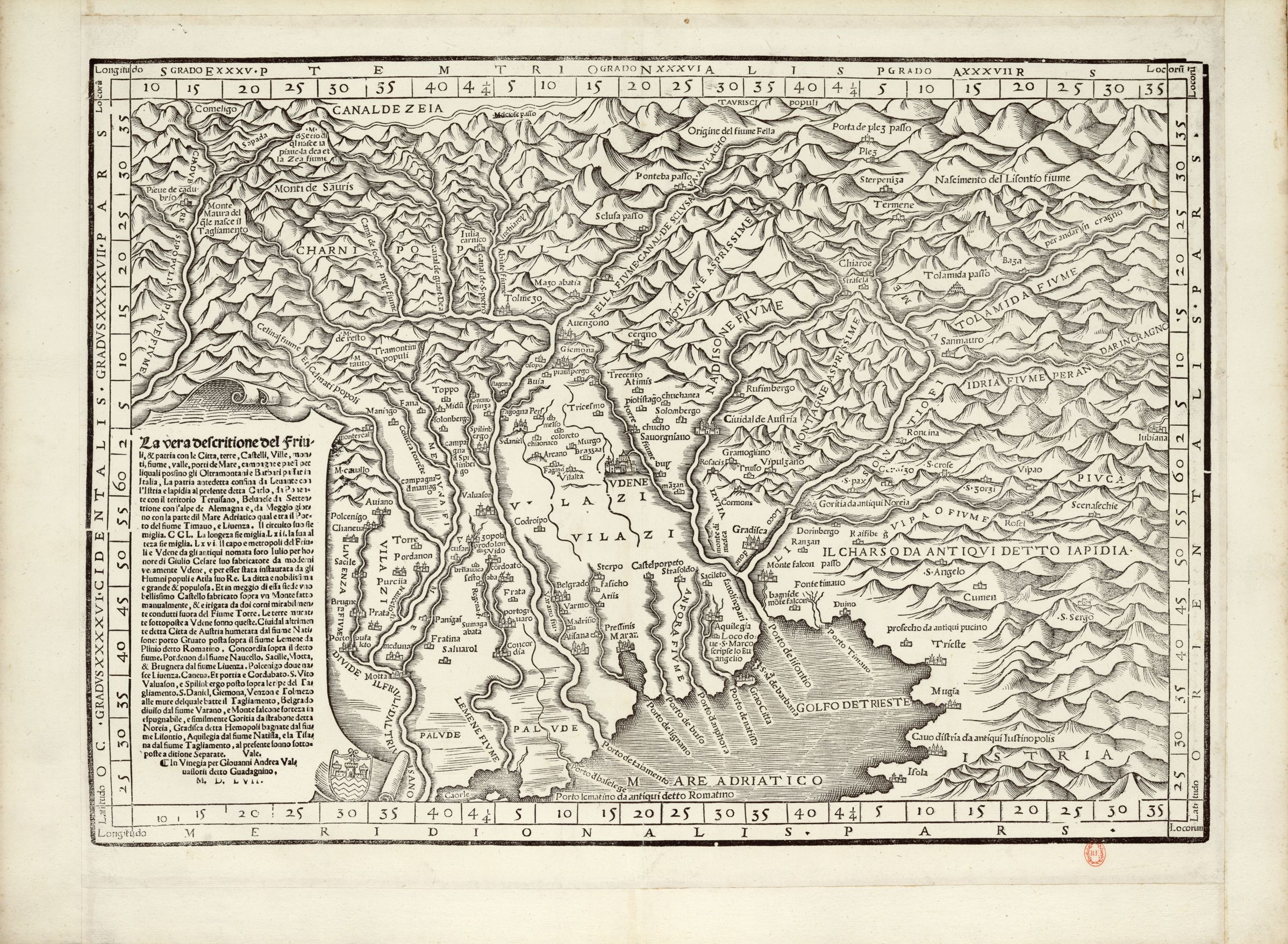
Giovanni Antonio di Cortona, La vera descritione del Friuli... (1557)
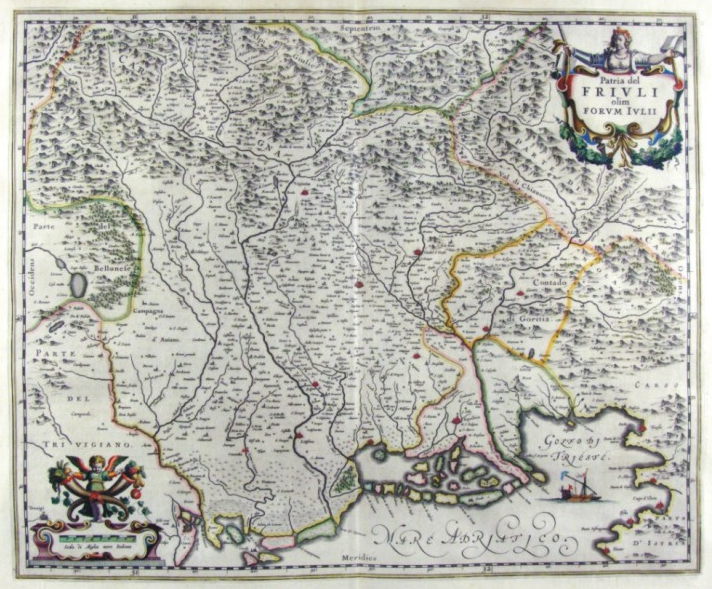
Carte de Ioannis Blaeu (1656)
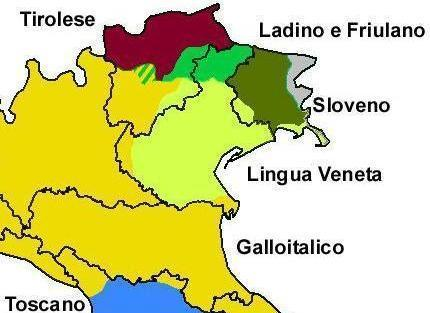
Dialectes du Nord-Est de l'Italie

### De la domination vénitienne au Risorgimento
L’expérience du patriarcat, sous certains aspects très moderne, s’acheva en 1420, quand la plupart du Frioul fut annexé à la république de Venise, une des grandes puissances de l’époque, qui voyait ces régions comme son arrière-pays naturel. Le Frioul oriental resta sous le contrôle des comtes de Goritz (Gorizia), anciens baillis des patriarches ; après l'extinction de la lignée en 1500, leurs domaines sont passés à Maximilien d’Autriche et, par la suite, incorporés dans le Comté de Gorizia et Gradisca, un pays de l'Autriche intérieure.
Le Frioul occidental resta vénitien jusqu’en 1797, l’année du traité de Campo-Formio, quand à la suite des campagnes napoléoniennes le Frioul fut également cédé à la monarchie de Habsbourg, qui le perdit un temps, pendant lequel il fit partie du royaume Italique éphémère, de 1805 à la restauration au congrès de Vienne en 1815. La province du Frioul (Udine et Pordenone), une partie du royaume de Lombardie-Vénétie, fut annexée au nouveau royaume d'Italie en 1866 avec la Vénétie, alors que le Frioul oriental (Gorizia et Gradisca) appartenaient au Littoral autrichien jusqu’à la fin de la Première Guerre mondiale.

### Histoire contemporaine
Pendant la période du fascisme, le Frioul dut supporter un processus d’« assimilation » qui comprenait la modification des noms de famille et des noms de lieux pour des formes plus « italiennes », jusqu’à la détention pour ceux qui s’opposaient à ces changements. Après 1943 le mouvement partisan acquit de plus en plus de puissance jusqu’à la création d’une République libre de Carnia. Entre-temps, le Frioul a été intégré dans l’État allemand, intéressé par un débouché sur la mer Adriatique et qui visait à la fin du conflit la création d’un état tampon, séparé du reste de l’Italie.
Durant l'occupation allemande, 40 000 à 60 000 Cosaques ayant collaboré avec les Nazis se réfugient dans la région (plus particulièrement en Carnie) car Hitler leur a promis la création d'un état cosaque indépendant.
Cependant, la défaite du Troisième Reich enterre ce projet et le Frioul redevient italien (même s’il y eut de violents heurts avec quelques partisans communistes qui désiraient l’application de l’idée de Tito d’annexer à la Yougoslavie tout le territoire jusqu'au fleuve Tagliamento).
Le 6 mai 1976, un séisme de magnitude 6,4 sur l'échelle de Richter provoqua la mort de plus de 900 personnes.

## Langue
Presque tous les habitants de la région parlent l’italien en première ou seconde langue et sur la plus grande partie du territoire du Frioul, on trouve aussi plusieurs variantes très proches de la langue frioulane dont l'écriture varie suivant les éditeurs des dictionnaires mais qui, depuis l'arrivée d'internet, semble se simplifier et s'unifier et est utilisé couramment dans les blogs et les journaux en frioulan avec la même graphie.
On rencontre des minorités vénètes près de la limite occidentale, autour des lagunes (Marano, Grado), à Pordenone et ses environs, dans le piémont préalpin carnique vers Sacile, et en limite orientale (Isontino), et aussi au centre à Udine, des minorités germanophones dans le Val Canale du Tarvisiano et dans le hameau de Timau di Paluzza près de la frontière avec l’Autriche.
On trouve aussi des zones slovènophones dans les vallées du Torre et du Natisone (Benecija en langue locale, historiquement liée à la culture slave linguistiquement et culturellement mais au Frioul en ce qui concerne l’histoire politique et socio-économique) ainsi que dans le Collio Goriziano (contrefort septentrional des Slovènes juliens).
Il existe également des idiomes minoritaires et des dialectes résians (provenant du haut-slave) parlés dans la vallée de Resia, et une langue germanophone de Sauris (îlot linguistique dans la région montagneuse de la Carnie). Toutes ces langues sont considérés par ceux qui les parlent comme des langues différentes du slovène et de l’allemand.
Les parlers ladins de Erto et de Casso (en limite avec la Vénétie) ont de nos jours presque disparu au profit de l’italien, du frioulan occidental et du dialecte vénète de Belluno.

## Économie

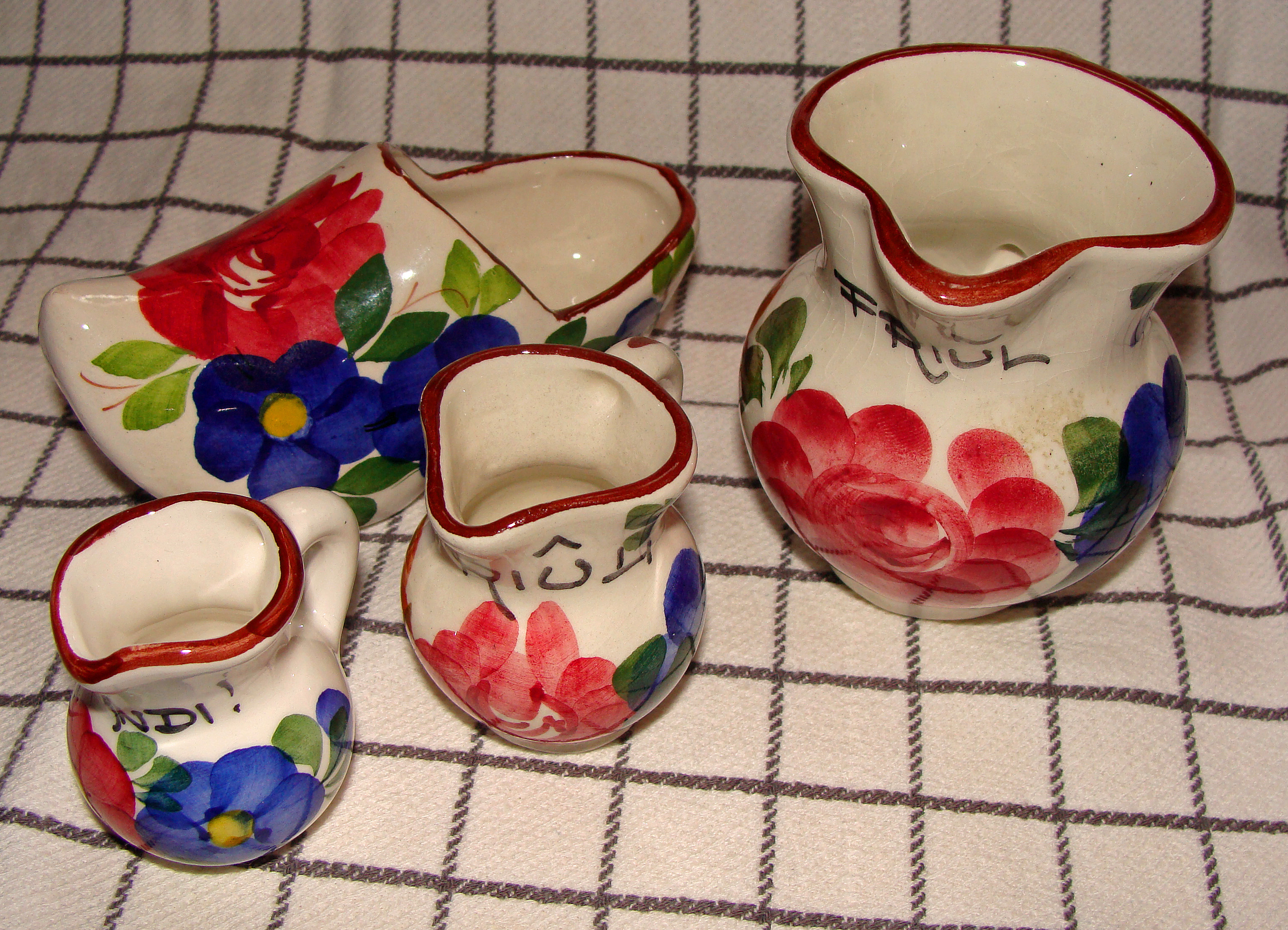
Poterie artisanale du Frioul.

Jusqu’au milieu du XXe siècle, le Frioul demeure une terre profondément rurale et très pauvre, ce qui provoquait une émigration continue vers des pays comme les États-Unis, le Canada, l’Argentine, le Brésil, l'Uruguay, le Venezuela, la France, la Belgique, le Luxembourg, les Pays-Bas, l'Allemagne, l'Autriche, la Suisse, le Royaume-Uni, la Roumanie, l'Afrique du Sud ou l’Australie. Le développement débuta dans les années 1960 et entraîna la création de cet important tissu d’industries et d’entreprises artisanales qui sont à l’origine du développement du Nord-Est italien.
La création des districts industriels, parmi lesquels le « triangle de la chaise » au sud-est de la province d'Udine (Manzano, S. Giovanni al Natisone) et le district du meuble dans la province de Pordenone (Brugnera) ont donné beaucoup d’élan au développement industriel. Dans la région d’Udine, les industries sidérurgique (Safau, Bertoli) et alimentaire (Birra Moretti, bière Moretti) ont fait place à un réseau de distribution commerciale de moyenne et grande dimension, concentrée surtout au nord de la ville, alors que l’industrie lourde (aciéries ABS, Danieli) a été transférée dans l’arrière-pays d’Udine. Le district industriel de l’Aussa-Corno, centré sur le port fluvial de San Giorgio di Nogaro a connu un grand développement ces dernières années. Une importante usine d'électro-ménager Zanussi-Electrolux est installée à Pordenone.
Le tourisme représente une branche importante de l’économie frioulane, avec les stations balnéaires de Grado et Lignano Sabbiadoro (sites majeurs de l’Adriatique), les centres historiques d’Udine, de Pordenone, de Spilimbergo, de Gorizia, d'Aquileia, de Palmanova, de Cividale del Friuli, de San Daniele del Friuli, de Gemona del Friuli et de Venzone, ainsi que de nombreuses possibilités de tourisme vert éparpillées dans tout le Frioul. Pendant la saison hivernale, les villages alpins (Tarvisio, Malborghetto-Valbruna, Pontebba-Passo Pramolo, Forni di Sopra, Forni Avoltri, Piancavallo, Ravascletto-Zoncolan, Chiusaforte-Sella Nevea, Sauris, Ampezzo, Claut, Cimolais, Verzegnis-Sella Chianzutan) sont fréquentés par les skieurs italiens et européens.

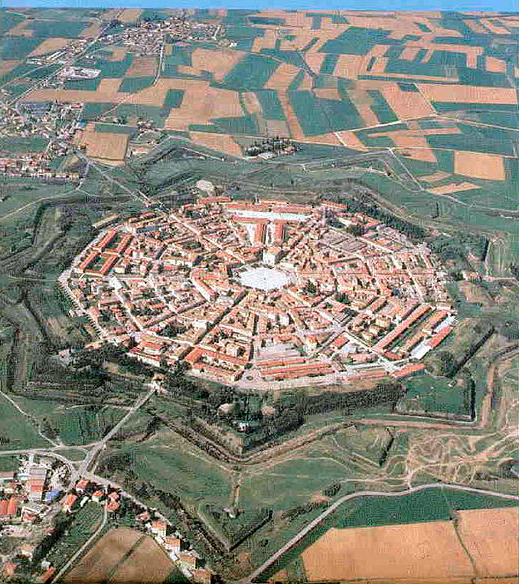
Vue aérienne de Palmanova.

L'agriculture, l'élevage, la pêche et l'artisanat y sont également importants : jambons crus de San Daniele del Friuli, de Sauris, de Cormons, speck fumé de Sauris, saucissons frioulans, truite fumée de San Daniele et de la Carnia, gibier, oie et ses dérivés, fromages Montasio, Asino, Malga, Latteria, produits laitiers, pâtisserie Gubana, biscuits Esse et Pordenone, vins mondialement réputés, surtout les blancs : Picolit, Ramandolo, Friulano, bières industrielles et artisanales, spiritueux (grappa friulana, slivovitz friulana et eaux-de-vie), liqueurs et digestifs, eaux minérales, [miel]s, fruits et leurs dérivés (pommes, poires, prunes, pêches, nectarines, cerises, kiwis, noix, noisettes, châtaignes, framboises, figues, fruits des bois, huile d'olive, cidres, sirops, jus de fruit, confitures), légumes (haricots, asperges, topinambours, citrouilles, chicorées, choux, champignons, pommes de terre), volailles fermières et leurs dérivés (oie principalement), produits de la pêche en eaux douce et salée, artisanat du bois et des métaux (fer et cuivre), coutellerie de Maniago, bijouterie, mosaïques, céramiques artistiques et textiles de la Carnia.

#### Repères historiques régionaux (Italie du Nord-Est)
- Préhistoire de l'Italie, histoire de l'Italie préromaine, histoire de l'Italie, chronologie de l'Italie
- Histoire des régions historiques du Nord-Est (Italie) : 
  - Italie nord-orientale Émilie-Romagne, Frioul, Trentin-Haut-Adige, Vénétie + Lombardie
  - Histoire de l'Émilie-Romagne, du Frioul, du Trentin-Haut-Adige, de la Vénétie + de la Lombardie
- Culture de Polada (2200-1600 AEC)
- Culture Castelliere (1900-300, Frioul / Istrie)
- Culture des champs d'urnes (1300-950 AEC, bronze final)
- Culture de Canegrate (1300-800 AEC, proto-celtique)
- Culture protovillanovienne (1200-900 AEC)
- Culture de Villanova (900-700 AEC)
- Culture atestine (900-200 AEC, Este)
- Culture de Golasecca (900-350)
- Culture de Hallstatt (800-600 AEC, fer)
- Étrurie, Étrusques / Tyrrhéniens (750-300, fer), d'abord en Italie centrale, dont Émilie : histoire des Étrusques (1300c-100c)

- Liste de peuples de l'Italie antique (en)
  - Peuples indo-européens : Vénètes, Illyriens, Histres, Liburniens
  - Autres peuples : Rhètes (de langue rhétique pré-indoeuropéenne), Camunni
  - Peuples celtes : Carni (vers -400), puis Taurisques, puis Boëns-Cénomans-Insubres-Lingons-Sénons
  - Groupe linguistique italo-celtique

- Rome antique, conquête romaine de l'Italie (500c-100c)
  - Gaule cisalpine (vers 350-42 AEC, italo-celtique)
    - Aquilée (-181), Aquilée romaine
    - Forum Iulii, devenu Cividale del Friuli
    - Liste de voies romaines, dont
      - Via Postumia (-148, de Gênes à Aquilée, par la vallée du Pô)
      - Via Gemina, d'Aquilée à Emona (Ljubljana)
      - Via Iulia Augusta (Pô) (it), d'Aquilée vers la Norique

    - Guerre civile de César (-49)

  - Regio X Venetia et Histria (7-292)
- Bas-Empire romain
  - Diocèse d'Italie (298-535)
  - Préfecture du prétoire d'Italie (337-584) : incursions des Huns (406, destruction d'Aquilée)
  - Royaume d'Odoacre (476-493), général germain, qui a déposé le dernier empereur romain d'Occident, Romulus Augustule, et agit officiellement pour l'Empire romain d'Orient (byzantin)
  - Conquête de l'Italie par Théodoric (it) (488-193)
- Royaume ostrogoth (493-553)
- Peste de Justinien (541-767, ensemble du bassin méditerranéen)
- Annonaria (580-584), Exarchat de Ravenne (585-751)), incursions des Avars (610)
- Duché du Frioul (568-776), liste des ducs et marquis du Frioul
- Royaume lombard (568-774), Lombards, liste des souverains lombards depuis 340 environ
  - Guerres byzantino-lombardes (568-751)
  - Art lombard, architecture lombarde, banquiers lombards, Histoire des Lombards
  - Lombardie majeure (Nord : Lombardie-Frioul-Trente), Lombardie mineure (Centre-Sud)

- Venetikà (584-697), République de Venise (697-1797, Duché de Venise), Domini di Terraferma (Stato da Tera, 1400-1797, dont Frioul)

- Liste des rois d'Italie depuis 781
- Royaume d'Italie (Saint-Empire romain) (855-1801)
- Liste des commanderies templières dans le Frioul-Vénétie Julienne, au Trentin-Haut-Adige, en Vénétie, en Émilie-Romagne
- Trentin-Haut-Adige (1027-1803) : principauté épiscopale de Trente, principauté épiscopale de Bressanone
- Marche d'Istrie (1040-1918)
- Patriarcat d'Aquilée (1077-1420)
- Séisme de 1348 au Frioul (en)

- Crudele giovedì grasso (1511), jacquerie frioulane
- Révolte paysanne slovène de 1515 (en)
- Peste noire (1347-1349), deuxième pandémie de peste (1347-1835)
  - dont peste à Venise (1575-1576)
  - épidémie de peste en Italie de 1629-1631
  - peste de Marseille (1720), peste de 1720 en Provence et Languedoc

- Comté de Gorizia et Gradisca (1747-1918)

##### 1800
- Guerres napoléoniennes (1792-1815), régiments étrangers des armées napoléoniennes, légion lombarde, légion italique, unités de volontaires italiens au service de la France
  - République transpadane (1796-1797, Lombardie), République cispadane (1796-1797, États pontificaux & États héréditaires de la Maison d'Este)
  - République cisalpine (1797-1799...) : fusion des deux précédentes, augmentée de Brescia-Mantoue-Ferrare-Romagne
  - République italienne (1802-1805), liste des anciens départements d'Italie
  - Royaume d'Italie (1805-1814), armée du royaume d'Italie (1805-1814), noblesse du royaume d'Italie (1805-1814)
  - Provinces illyriennes (1809-1813/1814, Empire français)

- Printemps des peuples (1848), nationalisme romantique,nationalisme ethnique, nationalisme italien, séparatisme sud-tyrolien
  - Irrédentisme italien
  - Risorgimento (1820-1870)
  - Proclamation du royaume d'Italie (1861)
  - Royaume d'Italie (1861-1946)
  - Troisième guerre d'indépendance italienne (1866), Traité de Vienne (1866), cession de la Vénétie par l'Autriche à l'Italie

- Triveneto (1866-1919)

##### 1900
- Italie dans la Première Guerre mondiale, neutralité italienne, front italien
- Pacte de Londres (1915), traité de Rapallo (1920) : Italie augmentée de la province de Trieste, de l'Istrie, du "littoral autrichien", du Trentin-Haut-Adige
- Violence fasciste et antifasciste en Italie entre 1919 et 1926
- Histoire de l'Italie fasciste (1922-1943)
- Vénétie julienne (Julijska krajina, 1923-1945) : province de Pola, province du Carnaro, province de Trieste, Vénétie tridentine
  - Trieste, Istrie, Gorizia et Rijeka (1927-1941), organisation armée clandestine slovène

- Histoire militaire de l'Italie pendant la Seconde Guerre mondiale
- Zone d'opérations des Préalpes (1943-1945)
- République sociale italienne (1943-1945), guerre civile italienne (1943-1945)
- République italienne (1946-présent), Territoire libre de Trieste (1947-1954)
- Frontière entre l'Italie et la Slovénie établie en 1947, corrigée en 1954, minorité slovène en Italie
- Séisme du 6 mai 1976 au Frioul

##### 2000
- Région autonome de Frioul-Vénétie Julienne (depuis 2017)